# Delma butleri
Delma butleri — вид геконоподібних ящірок родини лусконогових (Pygopodidae). Ендемік Австралії. Вид названий на честь австралійського натураліста Гаррі Батлера.

## Поширення й екологія
Delma butleri поширені на півдні Австралії, за винятком найпосушливіших пустельних районів. Вони живуть на сухих спініфексових луках. Відкладають яйця.